# Grad Otello
Grad Otello (grško Pyrgos tou Othellos, turško Othello Kalesi), znan tudi kot Otellov stolp, je grad v Famagusti na Cipru. Zgradila ga je rodbina Lusignan v 14. stoletju, kasneje pa so ga predelali Benečani. Sodobno ime gradu izvira iz odrskega zapisa v Shakespearovi drami Otello.

## Zgodovina
Grad Otello je v 14. stoletju zgradila rodbina Lusignan (ki je vladala Ciprskemu kraljestvu), da bi zaščitila pristanišče pred morebitnimi napadi sovražnika. Uporabljali so ga tudi kot glavni vhod v Famagusto. Včasih so ga imenovali »neprebojna trdnjava«, ker jo je bilo skoraj nemogoče napasti zaradi zelo globokih jarkov, ki ga obkrožajo.
Ko je bil Ciper prodan Beneški republiki, so grajske kvadratne stolpe zamenjali s krožnimi, da bi ustrezali sodobnejšemu topništvu. Po teh predelavah je bil nad glavnim vhodom v grad vgraviran relief leva sv. Marka. Ob reliefu je izpisano ime stotnika Nicola Foscarija, ki je vodil prezidavo gradu, in letnica 1492. Očitno je Leonardo da Vinci leta 1481 svetoval obnovo. Grad je dobil ime po slavni Shakespearovi drami Otello, ki je postavljena v pristaniško mesto na Cipru.
Leta 1900 so grajski jarek izsušili, da bi zmanjšali nevarnost malarije.
Grad so začeli obnavljati leta 2014, za javnost pa je bil ponovno odprt 3. julija 2015.

## Opis
Grad sestavljajo štirje okrogli stolpi. Vsebuje refektorij in dormitorij, ki sta bila zgrajena v obdobju Lusignanov. Na grajskem dvorišču so topovske krogle, ki so jih za seboj pustili Španci in Osmani, relikvije njegove burne zgodovine.